# Испупченост површине језера
Испупченост површине језера (i) последица је сферне површине Земље. Израчунава се када се квадрат дужине језера подели са осмоструком дужином средњег полупречника Земље. Образац гласи:
i = L2 / 8r, r = 6.372,797 km